# بيمبروك (نيويورك)
بيمبروك (بالإنجليزية: Pembroke, New York)‏ هي بلدة أمريكية تقع في الولايات المتحدة في مقاطعة جينيسي. يقدر عدد سكانها بـ 4,292 نسمة ومساحتها 108.1 كم2 وترتفع عن سطح البحر 260 متر.